# Шартрије Ферјер
Шартрије Ферјер (фр. Chartrier-Ferrière) насеље је и општина у централној Француској у региону Лимузен, у департману Корез која припада префектури Бриве ла Гајар.
По подацима из 2011. године у општини је живело 342 становника, а густина насељености је износила 22,56 становника/km². Општина се простире на површини од 15,16 km². Налази се на средњој надморској висини од 318 метара (максималној 324 m, а минималној 231 m).

## Демографија
| 1962. | 1968. | 1975. | 1982. | 1990. | 1999. | 2011. |
| ----- | ----- | ----- | ----- | ----- | ----- | ----- |
| 209   | 223   | 224   | 265   | 272   | 275   | 342   |

График промене броја становника у току последњих година